# Trachycalyptus
Il trachicalipto (gen. Trachycalyptus) è un mammifero cingolato estinto, appartenente ai gliptodonti. Visse nel Pliocene inferiore (circa 5 - 4 milioni di anni fa) e i suoi resti fossili sono stati ritrovati in Sudamerica.

## Descrizione
Come tutti i gliptodonti, anche Trachycalyptus possedeva un pesante corpo protetto da una robusta corazza composta da osteodermi saldati fra loro. Questo animale era dotato di placche ossee rugose, fortemente punteggiate; la figura centrale si distingue principalmente per una minor densità di piccoli fori presenti sulla superficie. L'assenza di un solco radiale, inoltre, permette di distinguere questo genere da altri gliptodonti. La coda era protetta da un "tubo" osseo, che si caratterizzava per la presenza di placche rugose con numerose perforazioni vascolari, senza una differenziazione della zona periferica. Sulla coda erano inoltre presenti tre paia di grandi placche laterali.

## Classificazione
Il genere Trachycalyptus venne descritto per la prima volta da Florentino Ameghino nel 1908, sulla base di resti fossili ritrovati in terreni del Pliocene in Argentina. La specie tipo è Trachycalyptus chapadmalensis. A questo genere è stata in seguito attribuita anche la specie tardo miocenica T. cingulatus, descritta inizialmente da Ameghino, ma a tutti gli effetti è improbabile che possa appartenere al medesimo genere. Affine a Trachycalyptus è Trachycalyptoides achirense, del Miocene superiore della Bolivia.
Trachycalyptus è un membro di quel gruppo di gliptodonti noti come Sclerocalyptini; in particolare, in passato è stato avvicinato al genere Urotherium; è probabile che fosse uno stretto parente di Lomaphorus, o forse dello stesso Sclerocalyptus.